# Mos (Pontevedra)
Mos ist eine Gemeinde in der Provinz Pontevedra in der spanischen Autonomen Region Galicien mit 15.152 Einwohnern (Stand: 2024).

## Gemeindegliederung
Die Gemeinde Mos ist in zehn Parroquias gegliedert:
| Parroquias | Patrozinium   | Einwohner 2024 | Fläche km² | Dichte Einw./km² | Höhe msnm | Ortskennzahl |
| ---------- | ------------- | -------------- | ---------- | ---------------- | --------- | ------------ |
| Cela       | San Pedro     | 1.478          | 8,09       | 183              | 311       | 36033010000  |
| Dornelas   | Santa María   | 672            | 1,65       | 407              | 166       | 36033020000  |
| Guizán     | Santa María   | 865            | 2,76       | 313              | 139       | 36033030000  |
| Louredo    | San Salvador  | 1.665          | 10,68      | 156              | 124       | 36033040000  |
| Mos        | Santa Eulalia | 1.510          | 9,86       | 153              | 155       | 36033050000  |
| Pereiras   | San Miguel    | 1.310          | 2,17       | 604              | 393       | 36033060000  |
| Petelos    | San Mamede    | 1.278          | 3,19       | 401              | 109       | 36033070000  |
| Sanguiñeda | Santa María   | 1.662          | 3,47       | 479              | 48        | 36033080000  |
| Tameiga    | San Martiño   | 3.256          | 6,76       | 482              | 175       | 36033090000  |
| Torroso    | San Mamede    | 1.380          | 4,92       | 280              | 113       | 36033100000  |

## Wirtschaft
| Ackerbau, Viehzucht und Fischerei                                                  | 043   | 00,67  |
| Industrie                                                                          | 1.509 | 023,48 |
| Bauwirtschaft                                                                      | 0499  | 07,76  |
| Dienstleistungsbetriebe                                                            | 4.377 | 068,09 |
| Total                                                                              | 6.428 | 100,00 |
| * Daten aus dem Statistischen Amt für Wirtschaftliche Entwicklung in Galicien, IGE |       |        |

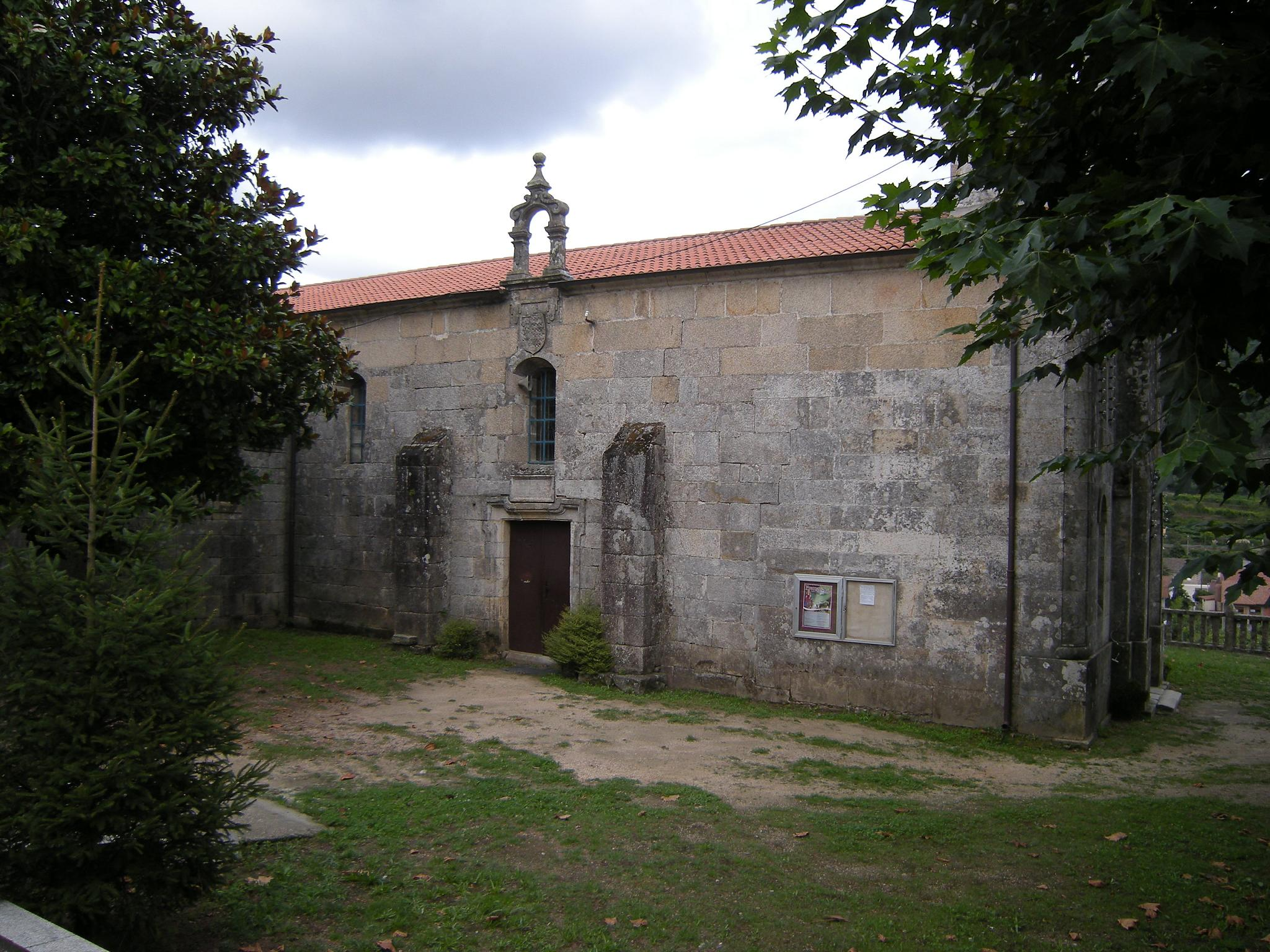
Kirche Santa Baia in Mos
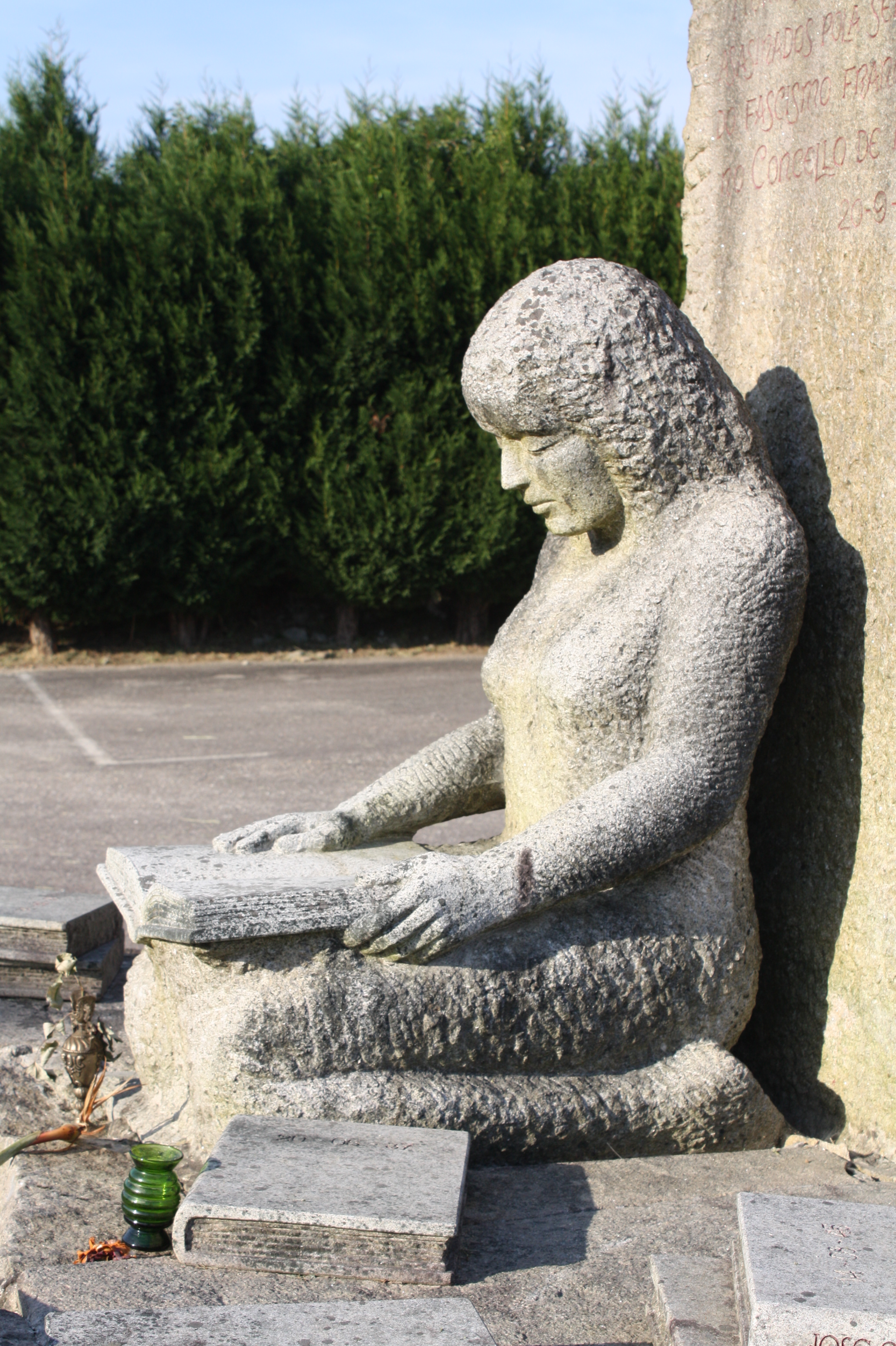
Denkmal an den Spanischen Bürgerkrieg
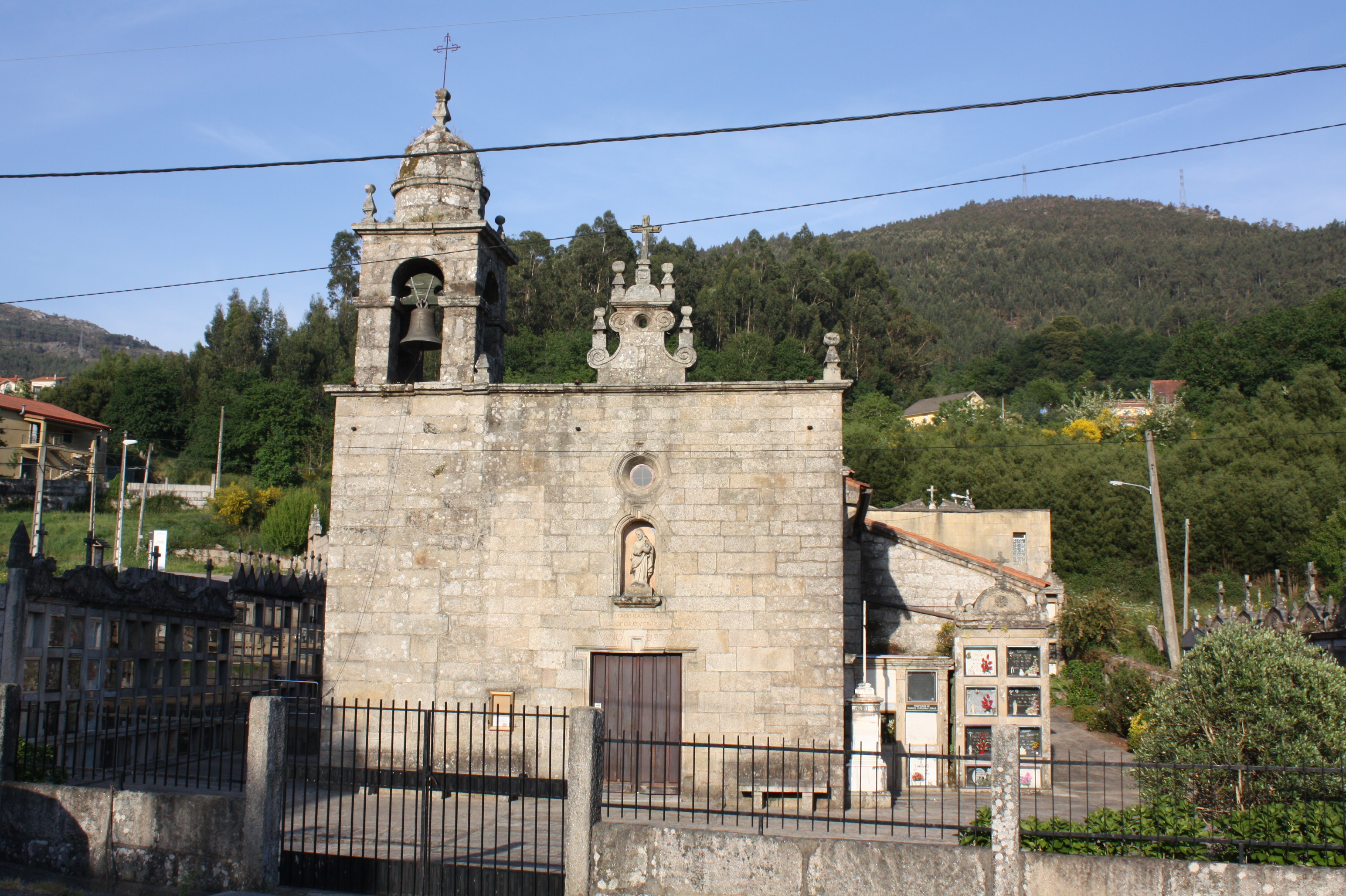
Kirche in San Salvador de Louredo
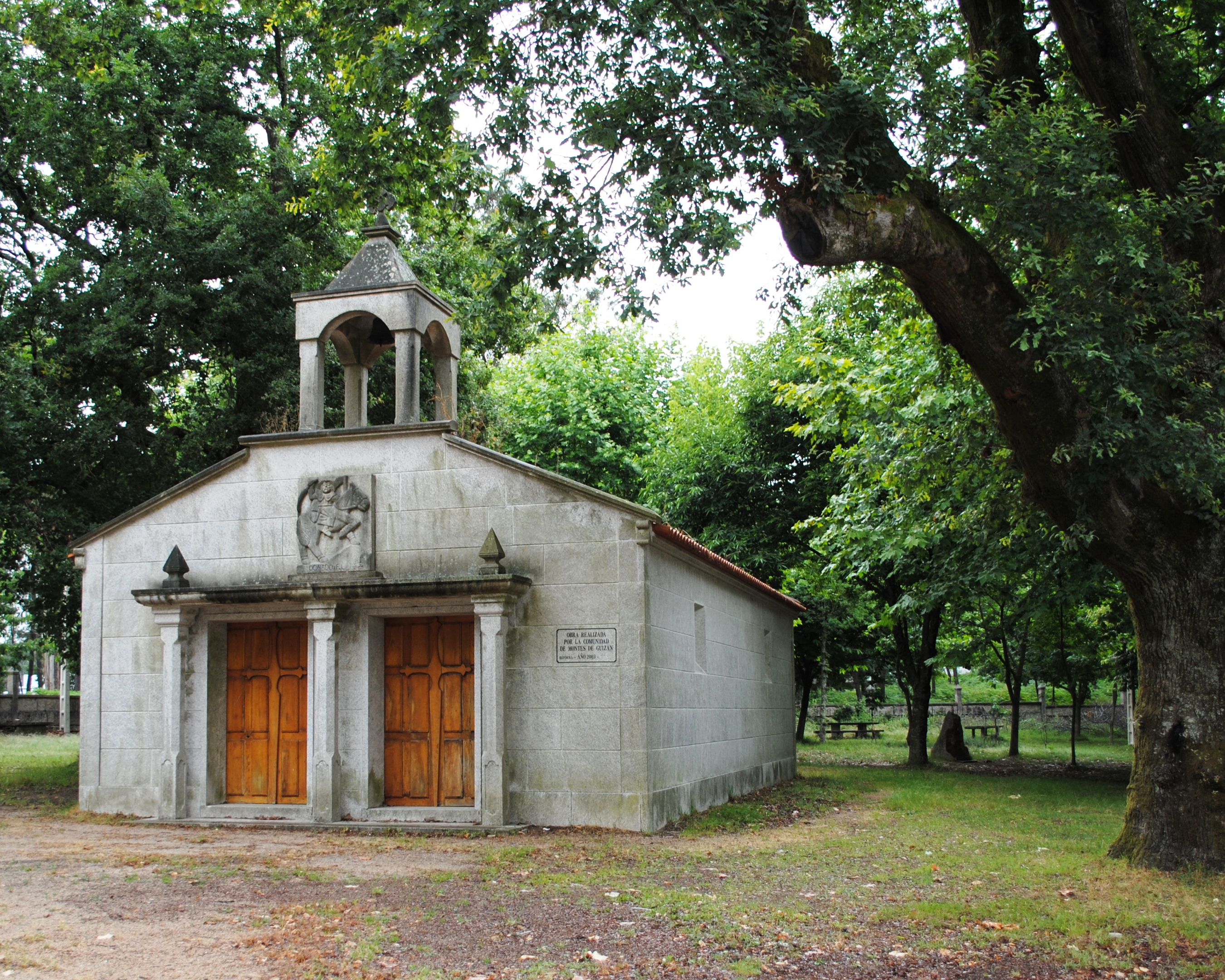
Kirche in Guizán

## Söhne und Töchter des Ortes
- Óscar Pereiro (* 1977), Sieger bei der Tour de France 2006
- Rubén Blanco (* 1995), Fußballspieler
- Brais Méndez (* 1997), Fußballspieler